# 고든 드러먼드
고던 드러먼드 경(Sir Gordon Drummond, GCB, 1772년 9월 27일 ~ 1854년 10월 10일)는 군 사령관과 캐나다 민정을 맡은 최초의 캐나다 태생의 장교이다. 어퍼캐나다의 부지사로, 드러먼드는 1812년 전쟁에서 나이아가라 전선에서 두각을 나타내었고, 이후 캐나다 총독이 되었다.

## 어린 시절
고던 드러먼드는 1772년 퀘벡 시에서 퍼스셔 메긴치 성의 더 혼 콜린 드러먼드(1722-1776)와 그의 아내 로지의 캐서린 올리펀트의 아들로 태어났다. 그의 누이는 허비 경과 결혼을 했고, 형제는 9대 웨스트몰랜드 백작, 존 패인의 딸과 결혼했다.
고든의 부친은 새뮤얼 플루디어 경, 애덤 드러먼드(그의 형제)와 북미의 부대에 식량을 적재하는 계약자로 프랜크스의 런던 회사에 퀘벡 대리인으로 로어캐나다로 왔다. 퀘벡에서, 콜린 드러먼드는 제이콥 조던의 사업 파트너가 되어 지부장과 퀘벡 지방과 의회에 소속된 군에 재무관이 되었다. 콜린 드러먼드가 사망한 지 4년 뒤인 1780년에 가족들은 퀘벡을 떠났고, 고던은 잉글랜드의 웨스트만스터 스쿨에서 교육을 받았고, 1789년에 영국군 수습 장교로 제1보병대에 입대를 하였다.
1794년 그는 요크 공작이 이끄는 네덜란드 군에서 예비 중령으로 복역을 하였다. 그는 또한 지중해와 서인도 제도에서도 군복무를 했다. 1805년, 33살의 나이로, 드러먼드는 소장으로 승진할 수 있었다. 1807년, 그는 브랜셉스 성의 윌리엄 러셀(1734-1817)의 딸 마가렛 러셀과 결혼을 했다.